# Grażyna Kopińska
Grażyna Kopińska (ur. 7 września 1948 w Warszawie) – polska slawistka i działaczka społeczna związana z programami Fundacji im. Stefana Batorego.

## Życiorys
W 1971 ukończyła studia z zakresu slawistyki na Uniwersytecie Warszawskim. W latach 1970–1982 pracowała w Instytucie Slawistyki Polskiej Akademii Nauk, w latach 1982–1985 w bibliotece Instytutu Slawistyki PAN.
W okresie wydarzeń sierpniowych w 1980 przyłączyła się do skierowanego do władz komunistycznych apelu 64 naukowców, literatów i publicystów o podjęcie dialogu ze strajkującymi robotnikami. W latach 1990–1994 była radną warszawskiej dzielnicy Mokotów.
Od 1992 związana z działalnością organizacji pozarządowych. Prowadziła program wspierania małych i średnich przedsiębiorstw w Fundacji Rozwoju Demokracji Lokalnej, była konsultantem Ford Foundation na Europę Środkową. W latach 2000–2012 była dyrektorem programu Przeciw Korupcji w Fundacji im. Stefana Batorego, następnie została ekspertem programu Odpowiedzialne Państwo. Pełniła też funkcję członkini grupy antykorupcyjnej przy Banku Światowym (2000–2002) oraz członkini Rady Zamówień Publicznych (2004–2006). Jest autorką opracowań branżowych poświęconych zwalczaniu korupcji oraz kwestiom przejrzystości finansów wyborczych i procesu stanowienia prawa.

## Odznaczenia
W 2011 prezydent Bronisław Komorowski odznaczył ją Krzyżem Oficerskim Orderu Odrodzenia Polski. W 2015 minister gospodarki Janusz Piechociński nadał jej Odznakę Honorową za Zasługi dla Rozwoju Gospodarki Rzeczypospolitej Polskiej.